# نیو بدفورد (پنسیلوانیا)
نیو بدفورد (به انگلیسی: New Bedford) یک منطقهٔ مسکونی در ایالات متحده آمریکا است که در پنسیلوانیا واقع شده‌است. نیو بدفورد ۹۲۵ نفر جمعیت دارد.